# Atlascopcosaurus
 Atlascopcosaurus  ist eine dubiose (zweifelhafte) Gattung der Vogelbeckendinosaurier (Ornithischia) aus der Gruppe der Ornithopoda. Sie ist lediglich durch das Fragment eines Oberkiefers bekannt, das aus der sogenannten „Dinosaurier-Bucht“ („Dinosaur Cove“) im australischen Bundesstaat Victoria stammt und auf die Unterkreide (Oberes Aptium bis Unteres Albium) datiert wird. Atlascopcosaurus wurde 1989 von Thomas Rich und Patricia Vickers-Rich erstmals wissenschaftlich beschrieben; einzige Art ist Atlascopcosaurus loadsi. Da sich die Gattung nicht von verwandten Gattungen anhand von einzigartigen anatomischen Merkmalen abgrenzen lässt, wird sie heute als Nomen dubium (Gattung mit zweifelhafter Gültigkeit) geführt.

## Material und Merkmale
Bei dem einzigen Fund (Holotyp, Exemplarnummer NMV P166409) handelt es sich um ein Fragment des linken Oberkiefers (Maxillare) mit einem durchgebrochenen sowie drei noch nicht durchgebrochenen Backenzähnen. Anfangs wurden der Gattung weitere Funde – ein weiterer linker Oberkiefer sowie Fragmente der Unterkiefer – zugeschrieben, die Zuordnung dieser Funde zu Atlascopcosaurus wurde jedoch jüngst verworfen.
In ihrer Erstbeschreibung grenzten Thomas Rich und Patricia Vickers-Rich (1989) die Gattung anhand von Merkmalen der Zähne von anderen damals bekannten Gattungen ab: So gaben diese Forscher beispielsweise an, dass die Zahnkronen des Oberkiefers nach vorne hin abfallen, sodass ihr höchster Punkt nahe der Rückseite der Zähne liegt. Heute ist allerdings bekannt, dass diese Merkmale auch bei verschiedenen anderen Gattungen vorhanden und somit nicht für Atlascopcosaurus einzigartig waren.

## Systematik
Anfangs wurde Atlascopcosaurus als ein Vertreter der Hypsilophodontidae beschrieben, einer Gruppe kleiner, zweibeiniger Pflanzenfresser innerhalb der Ornithopoda. Heute gelten die Hypsilophodontidae als paraphyletisch, stellen also keine natürliche Gruppe dar. Atlascopcosaurus wird heute als ein ursprünglicher Vertreter der Ornithopoda mit unklaren Verwandtschaftsbeziehungen klassifiziert. Federico Agnolin (2010) bemerkt, dass das gefundene Kieferfragment Ähnlichkeiten mit den Gattungen Gasparinisaura und Anabisetia zeigt – eine mögliche nähere Verwandtschaft mit diesen Gattungen kann jedoch nur anhand weiterer Fossilien überprüft werden.

## Fundgeschichte und Namensgebung
Das Fossil fand sich zusammen mit 85 weiteren Knochenfragmenten in über 400 Meter Tiefe in der sogenannten „Dinosaurier-Bucht“ im australischen Victoria. Ermöglicht wurden die Ausgrabungen durch den schwedischen Atlas-Copco-Konzern, welcher benötigte Bergbau-Ausrüstung zur Verfügung stellte. Die Fossilien stammen aus Sedimenten von ehemaligen Flussbetten; lithostratigraphisch gehören sie der Otway-Gruppe an.
Während der Gattungsname nach dem Atlas-Copco-Konzern benannt ist, ehrt der zweite Teil des Artnamens William Loads, den Hauptmanager von Atlas Copco zur Zeit der Grabung.